# Kiss Béla (sorozatgyilkos)
Kiss Béla (Izsák, 1877. július 28. – Valjevo, Szerbia, 1915. február 5. ?) bádogosmester, külföldön is hírhedtté vált 20. századi magyar sorozatgyilkos volt, aki a magyar rendőrség feltételezései szerint legalább huszonnégy áldozattal végzett.

## Élete

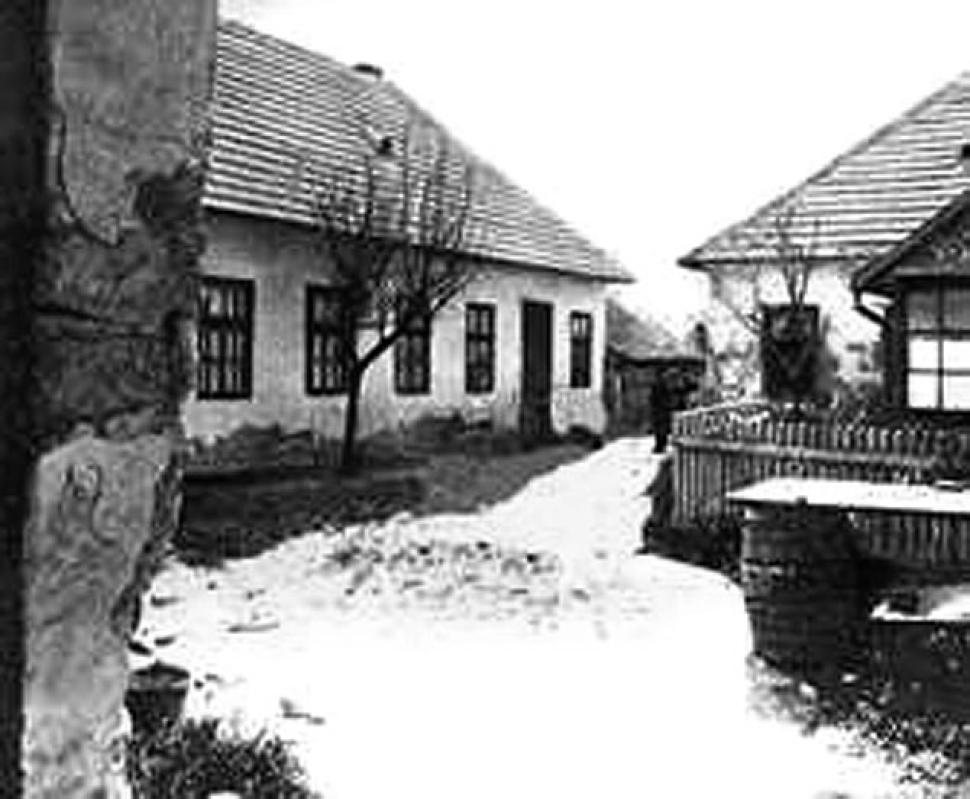
Kiss Béla otthona (balra)

Kiss Béla 1877-ben, Izsákon született Kiss János és Varga Verona közrendű szülők gyermekeként, július 29-én keresztelték, keresztszülei H. Nagy Sándor és Molnár Erzsébet voltak.
Iparigazolványát 1905 közepén váltotta ki a cinkotai községházán, és ugyanezen évnek a végén Budapestről költözött ki Cinkotára. Korábban a Kenyérmező utca 41. szám alatt működött bádogos- és szerelőüzlete. Ezt megelőzően özv. Findra Mihályné bádogosműhelyében dolgozott a Peterdi utca 1. számú házban, majd később önállósította magát.
Kiss Béla 1907-ben részletfizetésre megvette egy előkelő budapesti cégnél A magyar nemzet történelme című több kötetes művet. Mielőtt a cég a könyveket szállította volna, szokása szerint bizalmas információt szerzett Kiss Béláról is, akiről az információs iroda a következő korrektségi bizonyítványt állította ki: "Kiss Béla bádogosmester Cinkotán, nőtlen, bútorozott lakásban lakik, önálló üzlete van, mint bádogosmestert, rendesen foglalkoztatják üzletfelei. Jó jellemű, nincsen eladósodva, fizetésképtelen nem volt, elvállalt kötelezettségeinek mindig megfelel, életmódja szolid, hitelre ajánlható." Meg is kapta hitelre a könyveket, de néhány hónap múlva nem tudta törleszteni a részleteket és arra kérte a céget, hogy vegye vissza a történelmi munkát. A cég, bár nem lett volna rá köteles, méltányolta kérését és hogy senkit nem akar megkárosítani, ezért visszavette a jó állapotban megmaradt teljes művet.
Dr. Kágyi Aladár királyi aljárásbiró évekig lakott vele egy házban, 1911 májusától bevonulásáig, így jól ismerte Kiss Bélát. (Megjegyzése szerint a ház száma nem 40., mint a lapok közölték, hanem 50.) Elmondása szerint Kiss egyéniségét mindig bizonyos homály, titokzatosság vette körül. Nem volt dologkerülő, lusta ember, sőt a szakmájában elsőrangú tehetségnek látszott. Egész sereg mátyásföldi ház csatornázása, a cinkotai római katolikus templom keresztje, az evangélikus temető kútja bizonyította keze ügyességét. Kágyi véleménye szerint Kiss megrögzött lump benyomását keltette, aki néha, mikor pénzhez jutott, nagy lumpolásokat csinált. Ilyenkor nem dolgozott, majd amikor mámorát kialudta, láthatóan kettőzött munkaerővel és nagy kedvvel állt neki a munkának. Nemcsak a bádogos mesterséghez értett, hanem a különféle szerelésekhez is, és művészi hajlamai is voltak. Kágyi látott a szobájában egy aranyhal-akváriumot, mely különféle kagylókkal kirakottan, üvegből készült. Egy gombnyomásra a közepén szökőkút szökött fel és belülről meg volt világítható. Kágyi szerint vagy 400 koronát megérhetett. Ezt maga Kiss Béla készítette hetekig.
Míg a házbérrel sokszor hátralékban volt, bizonyos gavalléria nem hiányzott belőle, sokszor nem fogadott el pénzt az apróbb munkákért vagy csak újévkor nyújtotta be a számlát. Társadalmi állását jóval meghaladó intelligenciával rendelkezett. Míg magasabb társadalmi rangú emberekkel a nőkről a férfiaknál szokatlan diszkrécióval és zavartan beszélt, addig hasonszőrű ismerősei között nyíltabb és őszintébb hangot ütött meg. Nők igen gyakran jártak hozzá nappal is. Ilyenkor magára zárta az ajtót és az ajtajára egy kis táblán kiírta: »Nem vagyok ithon, este vagyok ithon, egy óra múlva ithon leszek, Mátyásföldön vagyok« stb. Kágyi Aladár néha éjjel olyanféle dorombolást hallott, mint amikor nagy tárgyakat csúsztatnak a földön, vagy ejtenek le. Ilyenkor szállíthatta valamelyik becsomagolt áldozatát.
Amikor Kágyi felvetette Kissnek, hogy az udvaron található három ól valamelyikében disznót vagy csirkét szeretne tartani, Kiss azt felelte, hogy az nem jó hely, mert onnan el szokták lopni. Azonban ő épít egy csirkeólat neki a nagykertben, ott biztos a dolog. Miután a sertésólak tényleg meglehetősen félre estek, Kágyi bele is ment az ajánlatába. Vagy két évi ottlakás után vette észre, hogy az ólakhoz vezető úton ajtó van, mely le van lakatolva. Ez ellen tiltakozott, mondván, hogy joga van az ólakat használni és nem zárható el az út. Kiss azt felelte, hogy ő az ólakat megvette a háziúrtól, azokat le fogja bontani és a helyükön kertet fog berendezni. A három ól közül kettőt csakugyan le is bontott, egy megmaradt. Ebben tárolta a hordókat.
A cinkotai bejelentő hivatal adatai szerint Kiss Béla 1913. január 30-án jelentette be magát mint ottani lakos. Azelőtt a bejelentő lap szerint Budapesten, VIII. Kenyérmező-utca 2. szám alatt lakott, innen költözött a cinkotai Kossuth utca 40. szám alá. Kiss bádogosként dolgozott a bérelt házban kialakított műhelyben, a helyiek megbízható iparosnak és kellemes embernek tartották.
A rendőrségi körözés a következő leírást adja róla: középnagy, testes, arca kerek, piros, jól táplált, haja világos gesztenyeszínű, bajusza középnagy, szőke, fölkunkorodó, szeme kék. Nagynénje a következőképpen jellemezte őt: "Kiment külföldre és mindenütt kószált. Nagyon művelt volt, folyton olvasott és tanult… Hét nyelven beszélt, sokszor dicsekedett vele." Batthyány Ilona grófnő így nyilatkozott Kissről: “Többször is dolgozott majoromban és házamnál. Mondhatom én reám jó benyomást tett. Szerény, alázatos, jó modorú iparos volt, a ki meglepő intelligenciával rendelkezett.” Kiss Béla olvashatóan, de nagyon hibásan írt, pontot és vesszőt egy esetben sem használt.
Ugyan hivatalos dokumentumok szerint nőtlen volt, Michael Newton sorozatgyilkosokról szóló enciklopédiája arról számol be, hogy nejét Máriának hívták, 15 évvel fiatalabb volt nála és 1912-ben már házasokként költöztek Cinkotára. Kiss felesége 1912-ben titkos, majd rövidesen nyíltan vállalt viszonyt folytatott egy Bihari Pál nevű zenésszel. Az év decemberében mind a ketten eltűntek a községből; Kiss a szomszédoknak azt mondta, hogy felesége elszökött a szeretőjével. Az egyedül maradt férfi a háztartási teendők végzésére házvezetőnőt fogadott, bizonyos Jakubec Jánosnét. A környékbeliek Kiss házánál számos fiatal nőt láttak megfordulni, de egyikük sem tért vissza egy-két alkalomnál többször. Ugyanekkor Kiss udvarában fémhordók kezdtek gyülekezni, amelyet mestersége miatt senki nem tartott gyanúsnak. A helyi községi megbízottal, Trauber Adolffal beszélgetve azt mondta, hogy a közelgő háború miatt benzint tárol bennük.
Kiss Bélát több ízben látták, hogy egyedül ásott a virágoskertben. Ilyenkor senkit sem engedett be a kertbe. Koritán Lajos szabó hallotta a faluban, hogy Kiss Béla Nagy Jánossal együtt több ízben kocsin szállított valamit a kavicsbánya melletti dögtérre. Arra is emlékeztek, hogy a kocsin bádogtartályok voltak. Asszonyok többször megkérdezték Kiss Bélát, hogy mit visznek, mire azt felelte: »Mi közük hozzá?!«
Az első világháború kitörésekor Kiss 37 éves volt, életkora miatt egy ideig még nem sorozták volna be, ő azonban 1914. augusztus 24-én mint népfölkelő önként vonult be, és 1914 kora őszén ingatlanát házvezetőnőjére bízva elhagyta Cinkotát. Más forrás szerint nem önként jelentkezett, és a házat Trauberre bízta, sőt el is adta neki.
Mielőtt Kiss bevonult, átadott egy lepecsételt csomagot Jakubeknénak, s meghagyta, hogyha halálhíréről értesül, akkor a csomagot azonnal vigye el a községházára, és ott bontsák fel. Miután a gyilkosságokra fény derült, átvizsgálták a nyomozók a csomagot, amelyben egy képeslevelezőlap-album hevert, benne több száz levelezőlappal és pár erotikus képpel együtt. Kissnek összesen 174 nő tett házassági ajánlatot.
Kiss Béla mint hadifogoly a következő tábori levelezőlapot küldte Nišből Darvas Róza szobaleánynak Budapestre.
Rotes Kreuz in Nisch
Tábori posta. H.
A feladó neve: Kriegsgefangener 
cime: Adalbert Kiss in Leskovac, Serbien, 4. Kompanie.
Tábori postai levelezőlap.
Cím: Darvas Róza Budapest.
Teréz-körut 27., I. em. 29.
Hátlapján ez olvasható:
"Kedves Róza! Jelen soraimmal tudatlak, édesem, hogy hadifogságba vagyok és nagyon kérlek, légy szives és postafordultával küldj el ötven koronát, melyre múlhatatlan szükségem van. ölel viszontlátásig Béla."
Ezt a levelezőlapot Halász detektív szerezte meg, aki Darvas Rózát szolgálati helyén megtalálta. Darvas Róza azt állította, hogy a Nišből érkezett tábori levelezőlap azonos Kiss Béla írásával. Jól ismerte Kiss Béla írását, mert több levele volt tőle. A tábori levelezőlappal együtt valamennyit átadta a detektívnek. Az bizonyos, hogy ez a tábori levelezőlap nem hamisítvány, így kétségtelen, hogy Kiss Béla valóban hadifogságba esett.
A bécsi Kriegsarchiv szerbiai hadifoglyokról felvett cédulakatalógusában található egy személyi lap, amely szerint Kiss Béla, aki Izsákon született, születési évét a karton 1876-ra teszi, a 3. Landsturm Regiment katonájaként Ripanjnál került fogságba és Nišbe internálták.
A hivatalos katonai jelentés szerint Kiss Béla hadifogságba esett, és 1915. február 5-én a szerbiai Valjevóban halt meg tífuszban.

## A gyilkosságok felfedezése

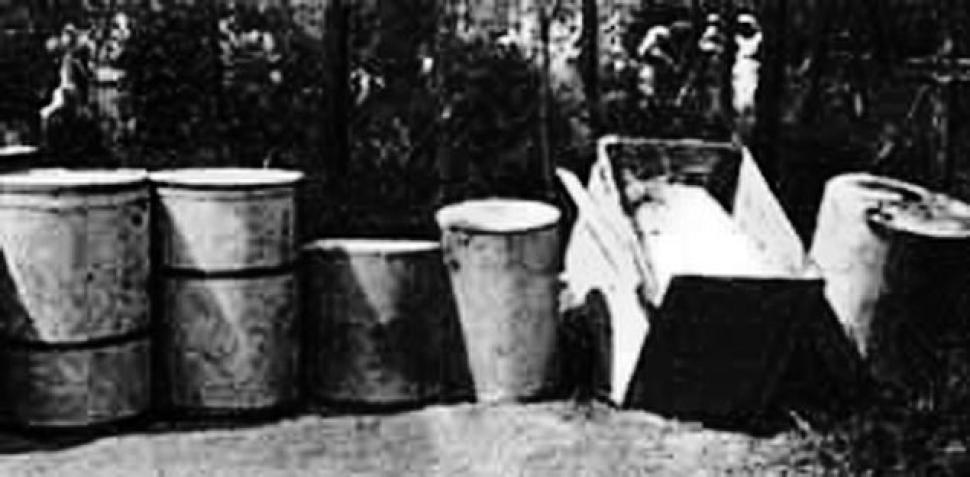
A hordók, melyekben Kiss az áldozatait elrejtette

A Népszava 1916. május 10-én megjelent, a "rendőrellenőr jelentésére" hivatkozó cikke szerint a pesti Kresinszky Márton, a Kiss által bérelt ház tulajdonosa fel akarta újítani az épületet, ezért kiment Cinkotára, ahol Kiss szomszédja, Kresinszky régi ismerőse, Takács Béla gyógyszerész elmondta neki, hogy Kiss még 1914-ben hadba vonult. A tatarozáshoz használható anyagot keresve a két férfi a Kiss műhelye melletti kamrába ment, ahol Takács szerint korábban nagyobb mennyiségű nád volt. A kamrában hét darab egymásra rakott egy méter hosszú, ötven centiméter széles bádoghordót találtak. A legfelső hordó ólommal légmentesen lezárt tetejét egy fejszével meglékelték, és miután azt felfeszítették, rettenetes bűz áradt belőle. A bádogtető lefejtése után egy zsák tűnt elő, amit kihúzták a hengerből. A zsákba bevarrva egy női holttestet találtak. Egy másik hordón is léket ütöttek, amelyből hullaszag áradt és egy szőke hajcsomó hullott ki. Kresinszky és Takács ezután értesítette a hatóságokat. Huszka Gyula főjegyző rendőrökkel együtt mind a hét hordóban egy-egy női holttestet talált.
Az I-es számú hordóban találták meg Varga Katalint, egy cinkotai vendéglős szakácsnőjét, aki két éve eltűnt. A II-es számú hordó Peschadik Júlia holttestét rejtette, akivel Kiss 1905-1906 körül ismerkedett meg és évekig élt együtt, két gyermekük született, Aranka és Ilonka. A lány korábban szakácsnő volt a Rottenbiller utca 29. számban. Amikor Cinkotára költözött, a gyermekeket a Fehér Keresztre bízta. A III. hordóban ismeretlen holttestet találtak, a kötényén R. V. monogram volt olvasható. Az IV. hordóból egy rézgáliccal leöntött holttest került elő, valószínűleg Fekete Eszteré. Az V. hordóban találták meg a 37 éves Tóth Margitot, a Bristol-szálloda korábbi szakácsnőjét. Kiss tőle 3000 koronát csalt ki. Eltűnése napján, 1906. április 8-án 1400 koronával indult útnak Cinkotára, egy nap múlva tervezett visszatérni. Kiss megfojtotta. Amikor barátnője két nap múlva felkereste Kisst, ő azt mondta, hogy összevesztek, ezért Tóth Margit elutazott. A nő 1905-ben feljelentette a bádogost, aki ekkor 900 koronát csalt ki tőle. A tárgyalásig azonban nem jutott el az ügy, az eljárást 1906 szeptemberében megszüntették. Tóth Margit édesanyja jelentette az eltűnést, meg is nevezte gyanúsítottként Kiss Bélát, azonban a jegyzőkönyvet nem egyesítették Tóth Margit korábbi feljelentésének irataival, így nem bukott le a bádogos.
A VI. hordó a 27 éves Kukán Katalin holttestét rejtette, akitől Kiss 1600 koronát vett el és azt hazudta róla, hogy mivel teherbe esett tőle, visszautazott a falujába, hogy megszülje a gyermeket. A VII. hordóban a 16 éves Händler Mária szakácsnőt találták meg.
A halotti anyakönyv bejegyzései szerint a hét holttest mindegyikének nyakán fojtogatás nyomai látszottak. A holttestek közül négynek a halottszemle során megállapították a személyazonosságát, egynek a rendőri nyomozat feltevése és a rajta lévő ruhák szerint állapították meg a kilétét, kettőnek a személyazonosságát a halálesetük halotti anyakönyvbe történő bejegyzésekor homály fedte.
A hordók súlyát egyesével lemérték. A II. üres bádoghordó súlya 11 kilogramm volt, azé a holttesté pedig, amely benne volt 42 kilogramm. A III. számú üres hordó 11 kilogramm, a benne feküdt holttest 38,90. A IV. hordó üresen 11,90, a holttest 26,50. Az V. hordó súlya üresen 15,70. Ebben feküdt az agnoszkált Tóth Margit. Kettős hordó ez, belül teljesen megrozsdásodott vashordó, kívül pedig egy cinbádogból készült hordó. Tóth Margit volt a legrégibb áldozat a talált holttestek között és Kiss Béla nyilván látta, hogy a vasbádog megrozsdásodik, de attól félve, hogy a hullaszag majd elárulja, később cinkbádogból készítette a külső áthuzatot. A vizsgálóbíró azért rendelte el ezeket a méréseket, hogy kiderítsék, hogy egy ember el tudott-e bánni ezekkel a bádoghordókkal, amikor a holttestek benne voltak; el tudta-e gurítani a lakásból a fáskamrához illetőleg a disznóólhoz, vagy pedig tudta-e cipelni azokat. Kenyeres Balázs egyetemi tanár szerint a holttest súlya körülbelül a felére csökken, ha évekig áll a bádoghordóban, ha pedig érintkezik a levegővel, akkor körülbelül a negyedére. Arra a következtetésre jutottak, hogy ha Kiss Béla nem cinezte volna le a bádoghordókat, akkor a holttestek súlya lényegesen kevesebb lett volna.
Karinthy Frigyes Az Újság munkatársaként a következő helyszíni beszámolót írta, ami a lap május 12-ei számában jelent meg:
"Ott álltam a czinkotai temetőben, a bádoghordók előtt, és sorra néztem, a mint a felbontott hordók tartalmát kiborították a bonczasztalra. Különböző magasságú bádoghordók: egyformán lecinkezve, pontosan, lelkiismeretes munkával. Azok, akik az első hordót felbontották, egy pillanatig sem kételkedtek benne, hogy a többi tartalma is ugyanaz, holott ez a feltevés elképzelhetetlen szörnyűséget jelentett. És akik ott álltunk a felbontásnál, mindnyájan egészen természetesnek vettük, hogy a kisebb hordóból egy kicsi nő borult ki a földre, a nagyobból pedig egy nagyobb. És a második hordó után már azt is tudtuk, hogyan kell fordítani a hordót, milyen mélyre kell nyúlni s az előbukkanó női fej nyakán hol kell megfogni a zsineget, hol van a hurok, hol vezet le a lábakhoz, s hogyan vannak összecsomózva. Rendes, pontos gyűjtő dolgozik így, a ki érti a mesterségét és szereti a rendet."
Egy másik beszámoló szerint 1916-ban a Monarchia hadseregének kimerülőben lévő üzemanyag-tartalékait a hátországból rekvirált készletekkel töltötték fel. Az ez ügyben Cinkotára érkezett szakaszt a pár évvel korábbi beszélgetésükre emlékező rendőr Kiss házához irányította. A hordókat megcsapoló katonák azonnal felismerték a bomló holttest szagát és értesítették a rendőrséget. A rendőrség a hordókat felnyitva huszonhárom nő és egy férfi faszeszben tartósított meztelen holttestére bukkant. Az áldozatok között volt Kiss felesége és annak szeretője. Egyes holttestek mellett a megfojtásukra használt kötél is ott volt, másokkal méreg végzett.
Az áldozatokat 1916. május 14-én délután három órakor temették el. Óriási néptömeg vonult ki Cinkotára és rengeteg virágot hoztak. Déltől kezdve folytonosan zúgtak a harangok. Három órakor beszentelték a halottakat. Tóth Margit holttestét családja díszesen felravatalozta. A koporsót a temető külön részébe eltemették.
A ház egyik szobájában – ahová Jakubecnénak tilos volt belépnie – a nyomozók Kissnek 1903-tól különböző nőkkel folytatott levelezését, valamint egy albumban 74 nő fényképét fedezték fel. Kiss ugyanitt őrzött könyvtárában nagyrészt gyilkosságokról szóló ponyvaregények voltak.
A rendőrség letartóztatta Jakubecnét, de hamarosan elengedték, mivel semmiféle bizonyíték nem szólt ellene, a bűntettekről valószínűleg nem volt tudomása.
Nagy Károly cinkotai rendőrkapitány értesítette a hadsereget, ők azonban a háborús bürokrácia zűrzavarában nem tudták megtalálni az igen gyakori névvel rendelkező gyanúsítottat.
1916 májusában tanúkihallgatások alkalmával az ekkor Esztergomban katonai szolgálatot teljesítő Talyiga András nevű cipészmester rendkívül érdekes és fontos vallomást tett. Elmondása szerint évekkel korábban ugyanabban a házban lakott Cinkotán, ahol Kiss Béla, sőt egy ideig közösen bérelték azokat a helyiségeket amelyekben később a gyógyszertár működött. 1911 körül, amikor zsírosbödönt rendelt, Kissnél a műhelybe belépve látta, hogy Nagy János, az ügy később letartóztatott koronatanúja, akit bűnsegédi részességgel vádoltak, Kiss segítségével egy éppen olyan bádoghengert cinezett, amilyenben az áldozatok holttestei voltak. Azt is elmondta, hogy körülbelül 1906-ban, néhány hónapon belül három ízben jajveszékelést és hörgésszerű kiáltásokat hallott Kiss lakásából éjszaka. Felriadt rá ő is, meg a felesége is. A gyanús lármát először 1906 tavaszán hallották, aztán másodízben karácsony táján, majd harmadszor 1907 tavaszán. Talyiga visszaemlékezése szerint az ilyen éjszakák után, másnap Kiss egyáltalán nem volt látható egész napon át, ilyenkor kint függött a cédula, amelyen jelentette, hogy nincs otthon.
Jakubec Jánosné, Kiss gazdaasszonya második vallomása során a következőket mondotta: "Tegnap szégyelltem bevallani, hogy közöm volt Kiss Bélához, igenis volt viszonyom vele. Egy hónappal azután, hogy hozzákerültem, kikezdett velem. Hetenkint egyszer látogatott meg a konyhában, a hol aludtam. Igaz lélekkel mondhatom, hogy a hordókról nem tudok semmit. Azt ellenben állíthatom, hogy Kiss Béla legbizalmasabb embere Nagy János volt. Ha Kiss Béla nem mehetett be a városba, akkor Nagy Jánost küldte el Kenessei Juliskához és Faltányi Irmához levéllel. [...] Egy alkalommal benéztem a disznóól hasadékján s akkor megláttam a hordókat. Tudtam azt is, hogy a fáskamrában is vannak hordók. A fáskamra és a disznóól mindig lakat alatt volt; nem volt szabad kinyitni. Egyszer megkérdeztem Kiss Bélát, hogy mi van a hordókban? Azt felelte, hogy ócska pléh és vasdarabok, a melyeknek a háziúr a tulajdonosa; nem szabad hozzányúlni."
A budapesti főkapitányság megkeresésére 1916-ban a bécsi rendőrhatóság is nyomozást folytatott, hogy megállapítsa Kiss Béla bádogos bécsi tartózkodásának körülményeit. A következőket állapították meg: Kiss Bélának Bécsben három lakása volt. Amikor első lakásában lakott, meglátogatta egy húsz éves leány, aki Budapestről jött, viszonya volt Kissel és e viszonyból egy gyermek született. Úgy látszik, ez a nő Peschadik Juliska volt. 1898-tól 1900-ig Kiss Fried Béla elektrotechnikusnál dolgozott, aki tanúskodott arról, hogy Kiss, ha magánházakban dolgozott, a cselédekkel barátságot igyekezett kötni. Végül jelentkezett egy Reich Jakab nevű krakkói háztulajdonos, aki ekkor Bécsben lakott és kijelentette, hogy évekkel korábban nála szolgált egy szakácsné, akinek körülbelül ezer korona megtakarított pénze volt amelyet Reich őrzött. A szakácsné egyszer elutazott Budapestre s kérte őt, hogy ha majd egy levelet kap, amelynek aljára három jelet tesz – a szakácsné ugyanis nem tudott írni-olvasni – küldje el neki a pénzt. Egy napon levél jött, amely közölte, hogy a szakácsné házasságot köt egy bádogosmesterrel. Ott volt a három jel is. Erre ő elküldte a pénzt de az átvételről nem érkezett értesítés. Jelentkezett még Frey Antal pincér, aki Valjevóban teljesitett katonai szolgálatot és kijelentette, hogy Kiss Valjevó kiürítésénél nyomtalanul eltűnt.

## Utóélete
Az osztrák-magyar hadsereg szerint Kiss még 1915-ben szerb hadifogságba esett és meghalt, a rendőrség azonban nem zárta le a nyomozást, mivel gyanították, hogy Kiss új személyazonosságot vett fel – elcserélte a papírjait egyik katonatársával – és eltűnt. A valjevói temetőben a rendőrség talált egy Kiss Béla nevű halottat őrző sírt, de teljes bizonyossággal nem tudták megállapítani, hogy az általuk keresett személy fekszik-e benne.
Kisst állítólagos halála után többen is látni vélték.
A Kis Újság 1916 májusában számolt be róla, hogy egy bizonyos Vörös nevű őrmester, aki a vagongyárban dolgozott, azt állította, hogy Kiss Subasits Lajos néven húsz napig dolgozott az üzemben hadimunkásként. Ezt egy bizonyos Csillagné nevű győri asszony is alátámasztotta, egy Subasits nevű férfi húsz napig lakott nála, s a Pesten élő állítólagos feleségével levelezett.
A Balatonvidék 1917. január 7-ei száma közli, hogy Reichenbergben elfogták a cinkotai tömeggyilkost. Kiss Béla valószínűleg 44-esek közt szolgált és így került Reichenbergbe.
Az egyik áldozat egykori barátja 1919 tavaszán jelentette a rendőrségen, hogy látta Kisst a budapesti Margit hídon.
Kiss Béla az afrikai légióban szolgál, tájékoztatott erről az Egri Népujság 1920. szeptember 23-ai száma, amely szerint egy Fuller Péter nevű ember kalandos utakon hazaérkezett Afrikából, ahol az idegenlégióban teljesített szolgálatot. Azt állította, hogy együtt volt az idegenlégióban a szerb harctérről megszökött Kiss Bélával, aki a légióban őrmesteri rangot nyert és mindenkinek dicsekedett borzalmas tetteivel, sőt ezáltal tekintélyre is tett szert. Egy alkalommal megjegyezte, hogy otthon őt halottnak hiszik. Különben sem fontos, hogy mit gondolnak róla, úgysem kerül haza. Egy marokkói nővel élt ekkor együtt és légióbeli társai vigyáztak arra, hogy ezt a nőt ne tegye el láb alól.
Az Esztergom című lap 1920. november 16-ai száma szerint egy szegedi családnak Afrikában katonáskodó tagja azt írja, hogy Kiss Béla, aki a francia idegenlégióban szolgált, október 21-én Észak-Afrikában Aiuleuhtól délre térdlövést kapott és mivel szaladni nem tudott, a bennszülöttek kezébe került, akik felkoncolták.
Az Ellenzék című lap 1921. augusztus 9-ei száma a következőkről számol be: "Bach János magántisztviselő, aki most tért haza Oroszországból, azt állítja, hogy Kiss Béla, a cinkotai tömeggyilkos Moszkvában él, mint kommunista párttitkár. Bach beszélt Kiss Bélával, akinek egy tatár asszony a felesége. Kiss Valjevonál elcserélte egy elesett katona ígazoló-jegyét és azt temették el helyette."
1922 októberében, Sátoraljaújhely környékéről a cseh határrendőrség egyik osztagától Budapestre távirati megkeresés érkezett. A távirat arról szólt, hogy Sátoraljaújhely közelében a csehszlovák határt Magyarországra jövet, megfelelő útlevelekkel egy olyan férfi lépte át, akiben a határrendőrség néhány tagja a cinkotai gyilkost, Kiss Bélát vélte fölismerni. Azonban a bűnügyi nyilvántartásból kiderült, hogy valójában egy alteregója, Kiss Sándor többszörösen büntetett nagystílű nemzetközi betörő lépte át a határt szeptemberben. Ekkortájt a rendőrség teljesen megbízható forrásból pontos értesüléseket kapott arról is, hogy Kiss Béla harcolt ugyan a szerb harctéren, de nem esett el, Moszkvában tartózkodik és az ottani sorozóbizottság vezetője.
1924-ben a Francia Idegenlégió egy elfogott dezertőre beszélt a francia rendőröknek egy Hofmann nevű társáról, aki fojtogatással elkövetett gyilkosságaival dicsekedett. Az illetőt azonban nem találták meg, mivel ő is dezertált.
"Kiss Béla, a cinkotai tömeggyilkos alhadnagy lett a francia idegenlégióban", számol be a 8 Órai Ujság 1927. június 11-ei száma, amely azt is tudni véli, hogy egy transzporttal Kínába küldték. A Nyírvidék 1928. november 14-ei száma azt is közli, hogy Kiss ekkor Fekete Lajos néven szolgált a 4. gyarmati ezred tiszthelyetteseként.
A Friss Ujság 1929. szeptember 27-ei száma beszámol arról, hogy Kiss Béla Fenyves Béla néven őrmesterségig vitte a francia légióban, ahol a 8645 T. számot kapta. Afrikában haslövést kapott egy csatározásban és meghalt. Százada ugyanis ütközetbe ment egy Colomb-Béchari nevű arab erőd ellen. A csatározás véget ért és Kiss Béla már a csapat élén haladt az erőd romjai között, amikor két lövés dördült el. Kiss Béla összerogyott. Egy magyar szanitéc, Köd István ugrott melléje és megállapította, hogy az őrmester két haslövést kapott. Már haldokolt az állítólagos Fenyves Béla őrmester, amikor elhaló hangon így szólt a magyar szanitéchez: "Látom, hogy meg kell halnom. Nem Fenyves Béla, hanem Kiss Béla az igazi nevem. Én öltem meg az asszonyokat Cinkotán. Az egész világ rendőrsége keresett." Kiss Béla még folytatni akarta megdöbbentő vallomását, de nem bírta. Ott halt meg a hordágyon, a sivatagban. Holttestét az ottani szokás szerint lepedőbe göngyölték és eltemették az erőd katonatemetőjében.
A Friss Ujság 1933. augusztus 1-jei száma egy cikket közöl, mely szerint "Elfogták Kiss Bélát a cinkotai tömeggyilkost. A főkapitányság jelentést kapott, hogy Amerikában 17 évi bujkálás után kézrekerült a bádoghordós szörnyeteg – Megnősült és 3 gyereke van." Azonban azt is megjegyzi, hogy az Amerikából a budapesti főkapitányságra érkezett értesítést fenntartással kell kezelni. Egyes hírek szerint ugyanis a cinkotai tömeggyilkost a Chesapeake-öböl környékén látták felbukkanni és a jelentések szerint Kiss Béla egy ottani gengszterbandával állott összeköttetésben egészen elfogatásáig. Az amerikai hatóságot levelekkel árasztották el, amelyekben a levélírók azt közölték, hogy az a férfi, aki az értesítések szerint Kiss Bélával azonos, az első világháború utáni években került Amerikába és az 1930-as évek elején történt emberrablásokban is szerepet játszott. Az Amerikából kapott fényképek alapján a tanúk határozottan felismerni vélték Kiss Bélát, de kijelentették, hogy csak szembesítéssel tudnának határozott és végleges vallomást tenni.
1934-ben egy New Yorkban járó magyar a Times Square-en ismerte fel. Ugyanitt 1932-ben egy gyilkossági nyomozó, Henry Oswald, akit rendkívüli memóriája miatt csak Kameraszemnek hívtak, látta meg Kisst.
New York-i magyarok szerint 1936-ban a hatvanas éveiben járó Kiss házfelügyelő volt a Hatodik sugárút egyik bérházában.
A Nyírvidék – Szabolcsi Hírlap 1939. augusztus 18-ai száma arról tesz említést, hogy a nyíregyházi rendőrkapitánysághoz újabb elfogatóparancs érkezett, amelyet a budapesti főkapitányság bocsátott ki, mely szerint huszonhárom év után ismét megújították a körözést Kiss Béla, a cinkotai tömeggyilkos bádogosmester ügyében. A felújított elfogatóparancs alapján a rendőrség tovább kutatott a hírhedt tömeggyilkos után.

## Kriminálpszichológiai portréja
1903–1912 között Kiss valószínűleg házasságot ígérve pénzt csalt ki az újsághirdetéseire válaszoló nőktől, de arra semmi nem utal, hogy bárkit is megölt volna. A gyilkosságsorozat kiváltó oka vélhetően felesége nyílt viszonya volt. A gyilkosságok kezdete után Kiss a pesti újságokban Hofmann néven adta fel társkereső hirdetéseit. A rendőrség összekapcsolta az eltűnt nőket a hirdetésekkel (maga Trauber is tudott az ügyről), de arra egyelőre nem jöttek rá, hogy Kiss áll a háttérben.
Kiss általában olyan cselédnőket csábított el, akik nála néhány évvel idősebbek, naivak, vidékről származók, szegény sorsúak és szexuálisan kiéhezettek voltak, s rendszerint hozzátartozóik messze laktak vagy már elhunytak, s így nem keresték őket.
Kiss Bélát általában a cinkotaiak jól ismerték, mint nőhódítót; igen gyakran jártak hozzá leányok és asszonyok, akikkel sokszor látták vendéglőkben is. Azt mondják, hogy a bádogos főként pénzes nőkre vetette ki a hálóját, valamennyiüknek házasságot ígért, de egyet sem vett el feleségül. Tanúk állították, hogy a vendéglőkben nem is ő fizette a számlát, hanem a nő, akinek társaságában volt. Általában igen költekező életmódot folytatott, amilyenre keresetéből nem telt volna, ezért bizonyos, hogy a nőktől szerzett pénzéből élt. A nőtlen ember gyakran mulatott Cinkotán és Pesten nőkkel. Különös előszeretettel itatta le a nőket. Valószínű, hogy ilyen előzetes mulatás után lakására hívta áldozatait és ott végzett velük. Nem lehetetlen az sem, hogy hét esetben kéjgyilkosság történt.
Feltehető, hogy a 37 éves korára is gyermektelenül maradt, és felesége által megcsalt Kiss impotens volt.
Kriminálpszichológusok szerint Kiss Béla valószínűleg mérhetetlenül gyűlölte a nőket. Ennek egyik oka az erős anyakép és feltehetően az anyjával folytatott szexuális viszony. Rendkívül bizonytalan és törékeny személyiség lehetett. A szerelmi csalódás miatt felszínre törő indulatok tették az egyik legkegyetlenebb és legrejtélyesebb sorozatgyilkossá.
Az asszonyirtó felboncolt öt áldozatát, mint ezt a boncoló orvosok konstatálták, mind zsinegeléssel ölte meg. Valamennyinek nyakára dobta a zsineget, aztán rácsavarta és végül csomóra megkötötte. Kiss Béla könyvei között találtak egy olyat is, amely azt tárgyalja, hogy az indiánok hogy kezelik a lasszót.
Kenyeres Balázs egyetemi tanár a boncolásokról a következőt mondta: "Az eddig megvizsgált összes holttesteknél a nyak zsineggel volt erősen körülhurkolva olyan szorosan, hogy a lélegzést lehetetlenné kellett hogy tegye, a mellett szól, hogy a halált az említett zsinegekkel való megfojtás idézte elő. A zsinegek csomózásának és elhelyezésének a módja arra mutat, hogy egy és ugyanaz az egyén végezhette minden esetben a kötéllel való megfojtást. [...] A halottak egy része fel volt öltözve, de másik része csak éjjeli ruhában volt, a mi esetleg abból magyarázható, hogy utóbbiak az alváshoz voltak előkészüive, vagy esetleg aludtak is, a mikor őket a támadás érte. A nyaknak összeszoritásán kivül külsérülési nyomok a holttesteken nem voltak feltalálhatók. [...] hogy súlyosabb, nagyobbmérvü küzdelem a halált nem előzte meg. [...] Az elmondottak mind együttesen arra vallhatnak, hogy a tettes valami ravasz módon, hirtelen támadhatta meg áldozatait. [...] semmi olyan adat nincs, a mely azt bizonyítaná, hogy egynél több tettes működött közre a megfojtásban."
Minich Károly egyetemi tanár a bűnügyről alkotott benyomásai szerint: "Az eddigi öt esetben azt konstatáltuk, hogy Kiss Béla mind az öt nőt zsinegelés utján ölte meg. Cukorspárgával, lasszószerüen hurkot kötött áldozatainak nyakára, a kötelet rácsavarta a nők nyakára, meghúzta és aztán összecsomózta. Úgynevezett matrózcsomókat csinált. Az öt holttest közül kettőt levetkőzött állapotban, hármat pedig ruhában találtunk. Azt kell következtetnünk, hogy a ruhában levőket talán akkor zsinegelte meg, a mikor asztalánál ültek, vagy pedig akkor dobta nyakukba a hurkot hátulról, a mikor bejöttek vagy eltávozni készültek. A levetkőzött állapotban talált nőket valószínűleg ágyban, talán álmukban zsinegelte meg."